# Gerhard Götze

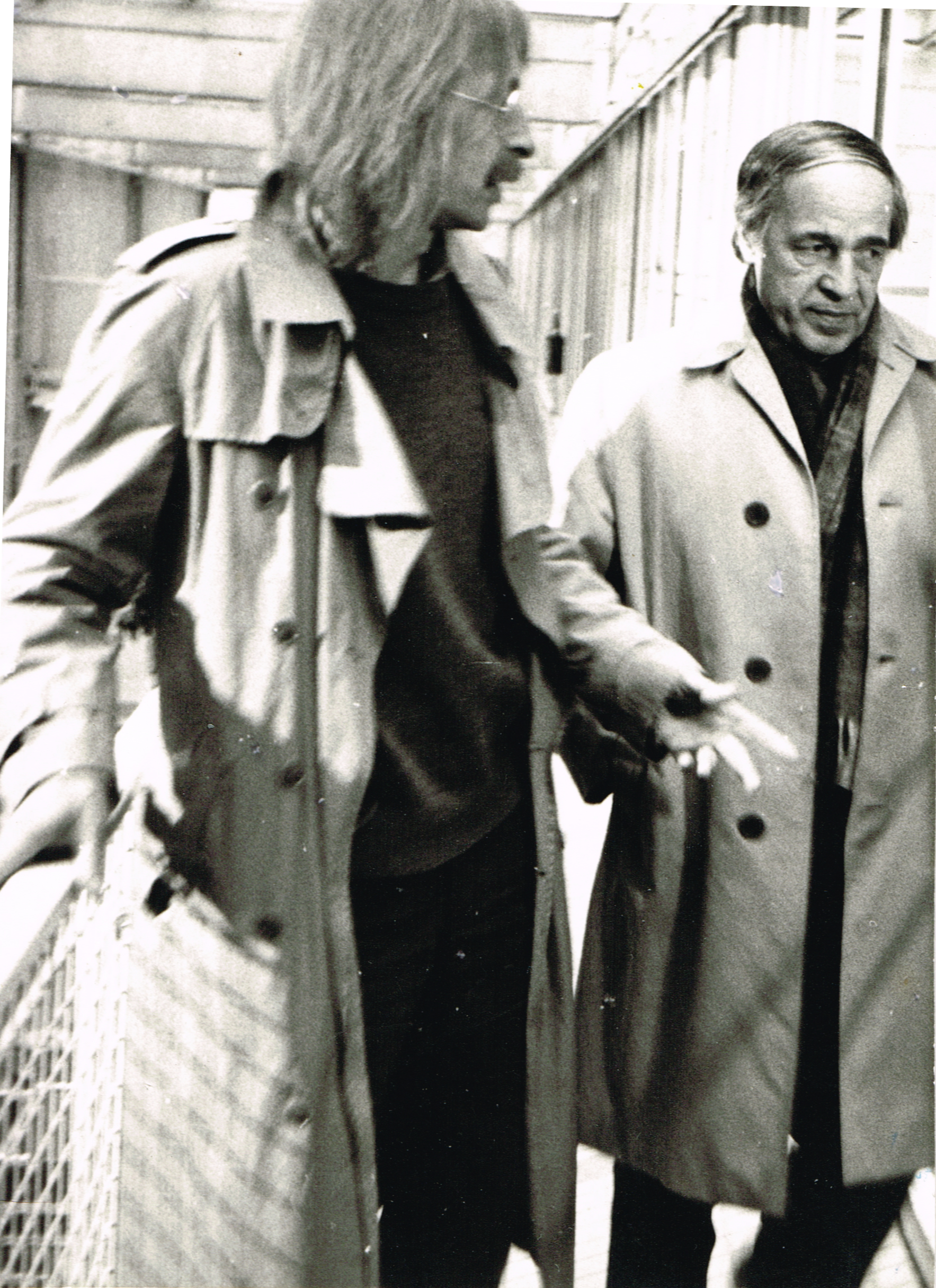
Gerhard Götze mit dem Komponisten Pierre Boulez (1985)

Gerhard Götze (* 1948 in Frankfurt am Main) ist ein deutscher Dokumentarfilmer, Galerist, Verleger und Publizist. Seit 1990 leitet er als Chefredakteur das 1983 gegründete Kunstmagazin NIKE NEW ART IN EUROPE.

## Leben
Durch häufigen Ortswechsel zwischen Berlin und Frankfurt kam Götze zu Beginn der 1960er Jahre in ersten Kontakt mit bildenden Künstlern, Literaten und der Jazzmusik. Zu dieser Zeit begann er, Interesse für den Film als Ausdrucksmedium und das Off-Off-Theater zu entwickeln.
1979 begann Gerhard Götze außerdem, sich als Nachlassverwalter von Künstlern des 20. Jahrhunderts, darunter der Maler und Kunstpädagoge Christof Drexel und der Maler und Grafiker Conrad Westpfahl, zu betätigen. Des Weiteren setzte er sich stark mit der Exilsituation von Künstlern und Literaten während des Dritten Reiches auseinander und war als Kurator und Initiator für Ausstellungen tätig.
Ab 1982 produzierte er Dokumentarfilme über Künstler des frühen 20. Jahrhunderts.
Seine seit 1985 verstärkte publizistische Tätigkeit beinhaltet sowohl Texte über Künstler als auch Interviews, die er mit ihnen führt.
1990 folgte die Übernahme des 1983 gegründeten Kunstmagazins NIKE NEW ART IN EUROPE (damals: NIKE Neue Kunst in Europa), mit Sitz in der Münchner Leopoldstraße, wo Götze bis heute (Stand 2017) als Herausgeber, Verleger und Chefredakteur tätig ist.
Von 1992 bis 2003 war er außerdem Betreiber der von ihm eröffneten Kunstgalerie KAIROS, die wie NIKE ebenfalls in der Leopoldstraße gelegen war.

## Werke

### Filmographie
| Jahr    | Titel                                                                     | Länge    | Kamera       | Anmerkungen |
| ------- | ------------------------------------------------------------------------- | -------- | ------------ | --- |
| 1982    | Michel Seuphor, Hommage à Arp, Baumeister, Brancusi, Mondrian, Schwitters | 240 min  | schwarz/weiß | |
| 1983/85 | À la Recherche de Wols                                                    | 60 min   | color        | |
| 1985    | Pierre Boulez, Wirken und Bekenntnis der frühen Jahre                     | 43,3 min | color        | |
| 1985    | Work in Progress, Repetition pour Structures II                           | 43,3 min | color        | Mit Pierre Boulez, Bernhard Wambach, Pi-hsien Chen. Co-Produktion mit dem IRCAM-Center, Centre Pompidou, Paris. |

### Publikationen (Auszug)
Christof Drexel, Munch-Museet, 1979; (Ausstellungskatalog)
Christof Drexel, Nord und Südamerikaausstellung, 1980; (Ausstellungskatalog)
Christof Drexel, 1886-1979, 1980; (Ausstellungskatalog)
NIKE. New Art in Europe, seit 1983
Wols, sa vie ..., 1986; (Ausstellungskatalog) 
NIKE. Special Sculpture, seit 1991 
Magie der Kargen Form (Werkverzeichnis der Bildhauerin Christa von Schnitzler), 1992/1993
NIKE. European Photograph, 1994–95
NIKE. Special Act, seit 2002
NIKE. European Photograph, seit 2003
NIKE. International Nude Photograph, seit 2003
NIKE. Art Sponsoring, seit 2003
NIKE. Work Monograph